# Kōhei Hirate

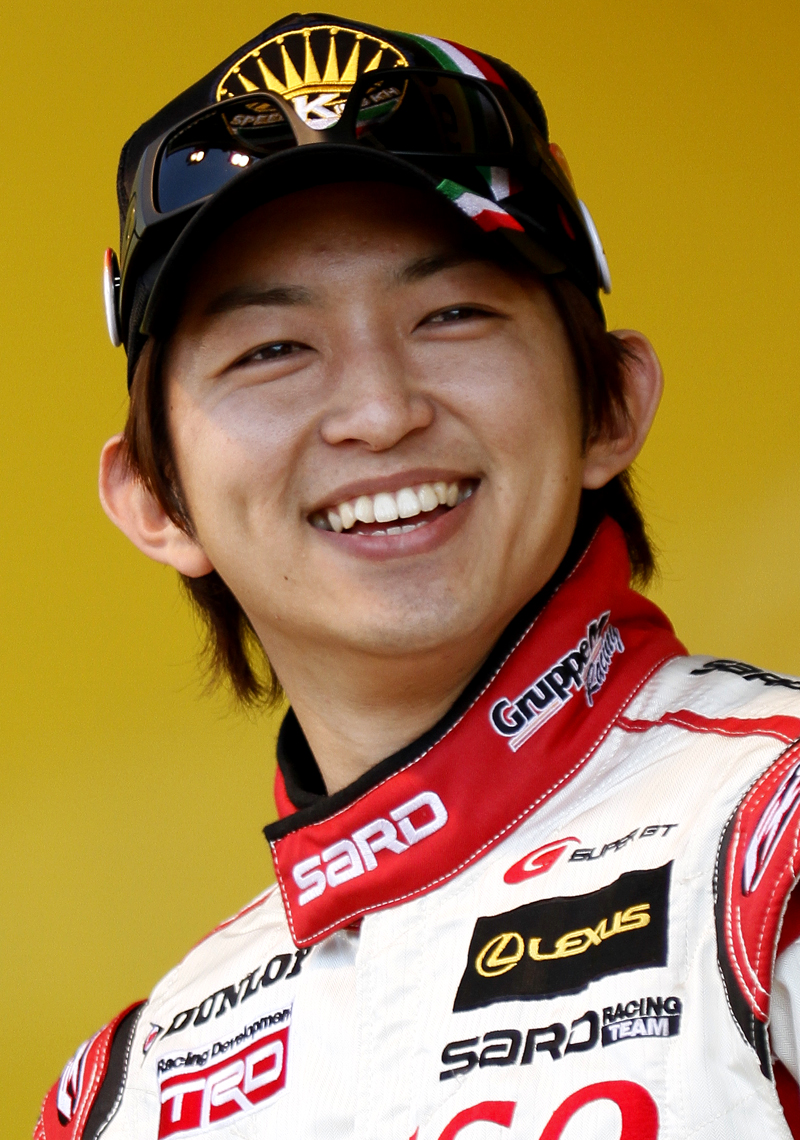
Kōhei Hirate (2010)

Kōhei Hirate (jap. 平手 晃平 Hirate Kōhei; * 24. März 1986 in Komaki) ist ein japanischer Automobilrennfahrer. Er trat von 2008 bis 2011 sowohl in der Formel Nippon, als auch in der Super GT an.

## Karriere
Hirate begann seine Motorsportkarriere 1999 im Kartsport, in dem er bis 2001 aktiv war. Unter anderem wurde er 1999 japanischer ICA-Juniorenkartmeister. 2002 wechselte er in den Formelsport und wurde mit vier Siegen auf Anhieb Zweiter der japanischen Formel Toyota.
2003 zog Hirate nach Europa und trat in mehreren Formel-Renault-Meisterschaften an. Am erfolgreichsten war er für das Prema Powerteam in der italienischen Serie. Während sein Teamkollege Franck Perera den Meistertitel gewann, wurde Hirate mit einem Sieg Achter in der Fahrerwertung. Außerdem wurde er 21. im Formel Renault 2.0 Eurocup und er nahm an einigen Rennen der deutschen und niederländischen Formel Renault teil. 2004 entschied Hirate sechs Rennen der italienischen Formel Renault für sich und wurde mit 266 zu 362 Punkten im Duell mit Pastor Maldonado Vizemeister. Darüber hinaus nahm er an Rennen der Formel-3-Euroserie sowie der deutschen und asiatischen Formel Renault teil.
2005 wechselte Hirate vollständig in die Formel-3-Euroserie und trat als Teamkollege von Giedo van der Garde für das Team Rosberg an. Mit einem dritten Platz als bestes Ergebnis beendete er die Saison auf dem zwölften Meisterschaftsplatz. Das teaminterne Duell gegen van der Garde verlor er mit 18 zu 34 Punkten. 2006 wechselte Hirate innerhalb der Formel-3-Euroserie zu Manor Motorsport, wo er zusammen mit Esteban Guerrieri und Kazuki Nakajima das Fahrertrio bildete. Hirate gewann ein Rennen und beendete die Saison mit insgesamt fünf Podest-Platzierungen auf dem dritten Platz hinter dem Meister Paul di Resta und Sebastian Vettel. Außerdem absolvierte Hirate in diesem Jahr Formel-1-Testfahrten für Toyota.
2007 wechselte Hirate in die GP2-Serie zu Trident Racing, wo er zunächst Teamkollege von Maldonado war. Hirate erzielte nur bei den Rennen auf dem Nürburgring Punkte sowie mit einem zweiten Platz sein bestes Resultat. Die Saison beendete er auf dem 19. Gesamtrang und lag damit hinter Maldonado, der verletzungsbedingt in der zweiten Saisonhälfte ausfiel. Darüber hinaus war Hirate in dieser Saison Formel-1-Testfahrer bei Toyota.

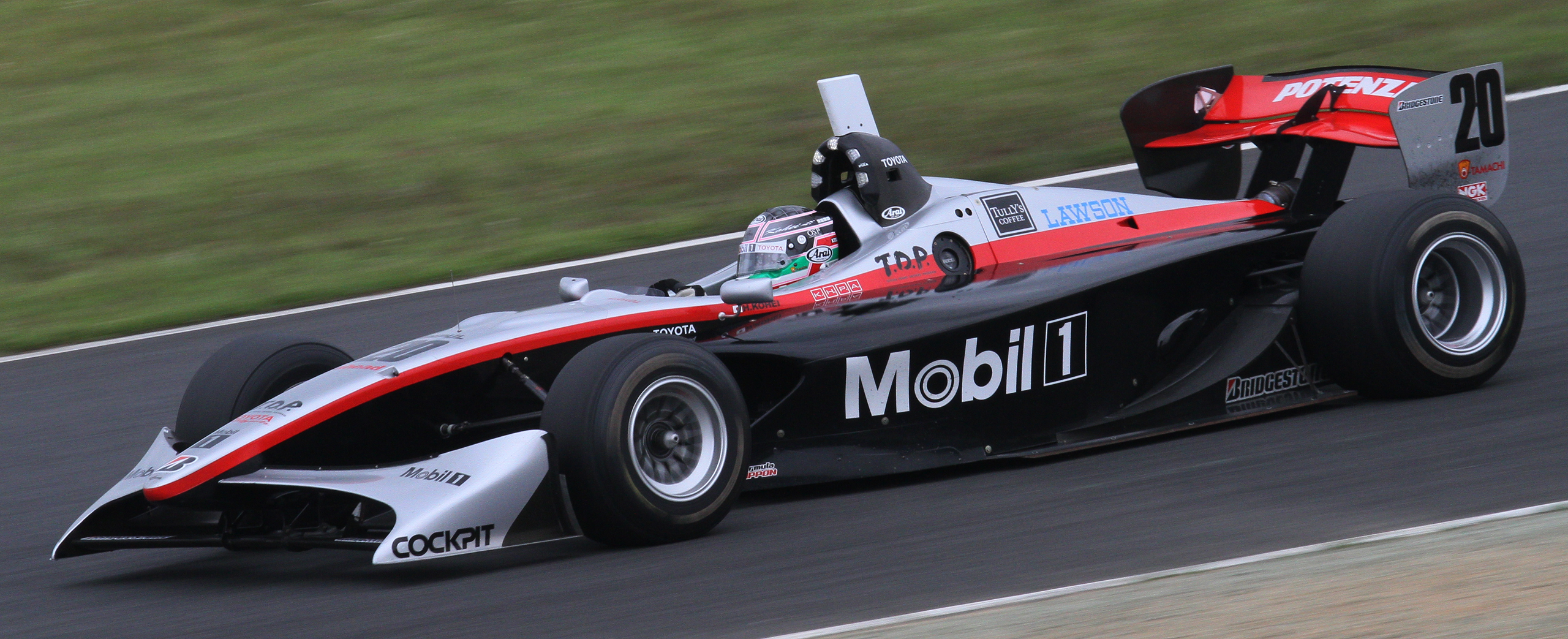
Hirate in der Formel Nippon 2010

2008 kehrte Hirate nach Japan zurück und trat für das Team Impul in der Formel Nippon an. Er gewann ein Rennen und schloss die Saison, in der er zu einem Rennwochenende nicht antrat, auf dem vierten Platz in der Meisterschaft ab. Darüber hinaus debütierte Hirate im GT-Sport und wurde 15. in der GT300-Wertung der Super GT. 2009 beendete er nur ein Formel-Nippon-Rennen nicht in den Punkterängen. In der Fahrerwertung belegte er mit zwei dritten Plätzen als beste Resultate den fünften Platz. Darüber hinaus trat er erneut in der Super GT, diesmal in der GT500-Klasse, an. Mit einer Podest-Platzierung wurde er 14. 2010 bestritt Hirate seine dritte Formel-Nippon-Saison für das Team Impul. Während Hirate mit einem Sieg in Fuji abermals Fünfter wurde, gewann sein Teamkollege João Paulo de Oliveira den Meistertitel. In der Super GT verbesserte er sich in dieser Saison auf den zwölften Platz.
2011 war Hirate erneut für das Team Impul in der Formel Nippon am Start. Mit einem zweiten Platz als bestes Ergebnis schloss er die Saison auf dem achten Gesamtrang ab. Darüber hinaus war Hirate erneut in der Super GT aktiv und wurde Gesamtsechster.

## Karrierestationen
| - 1999–2001: Kartsport - 2002: Japanische Formel Toyota (Platz 2) - 2003: Italienische Formel Renault (Platz 8) - 2003: Formel Renault 2.0 Eurocup (Platz 21) - 2003: Deutsche Formel Renault (Platz 24) - 2003: Niederländische Formel Renault (Platz 21) - 2004: Italienische Formel Renault (Platz 2) - 2004: Formel-3-Euroserie | - 2004: Deutsche Formel Renault (Platz 25) - 2004: Asiatische Formel Renault Challenge - 2005: Formel-3-Euroserie (Platz 12) - 2006: Formel-3-Euroserie (Platz 3) - 2007: GP2-Serie (Platz 19) - 2007: Formel 1 (Testfahrer) - 2008: Formel Nippon (Platz 4) - 2008: Super GT, GT300 (Platz 15) | - 2009: Formel Nippon (Platz 5) - 2009: Super GT (Platz 14) - 2010: Formel Nippon (Platz 5) - 2010: Super GT (Platz 12) - 2011: Formel Nippon (Platz 8) - 2011: Super GT (Platz 6) |